# 2369 Chekhov
2369 Chekhov је астероид главног астероидног појаса чија средња удаљеност од Сунца износи 2,783 астрономских јединица (АЈ).
Апсолутна магнитуда астероида је 11,8.